# Freestyle (musikgrupp)
Freestyle var en svensk popgrupp, med stora framgångar under det tidiga 1980-talet. Den grundades 1979, splittrades 1983 och ombildades senare till Style.

## Karriär
När gruppen bildades 1979 bestod den av Tommy Ekman (sång, elpiano), Joakim Hagleitner (sång, trummor), Christer Sandelin (sång, bas)  och Anders Uddberg (synth, synthprogrammering). 1980 blev Gigi Hamilton (sång) och Kayo Shekoni (sång) medlemmar.  Kayo lämnade gruppen strax innan Freestyle fick sitt genombrott 1981 och ersattes av Diane Corinne Söderholm, (sång, halvsyster till Rita Marley). Kända låtar från gruppen är "Vill ha dej", "Fantasi", "Ögon som glittrar" och "Rider omkring". Freestyle var med i ungdomsfilmen G från 1983. På utgåvor för andra länder hette gruppen "Free Style".
Freestyles två originalalbum präglas av gladlynt synthpop, huvudsakligen med lättsamma sångtexter om tonårskärlek med tonvikt på den köttsliga sidan av saken. Musikaliskt sett är Anders Uddbergs klaviatursolon framträdande.
Gruppen splittrades 1983, varvid Hamilton, Ekman och Sandelin bildade popgruppen Style. Anders Uddberg avled 1984. Diane Söderholm bildade senare DaYeene med sin syster Jeanette. 1998 återförenades Freestyle dock tillfälligt, och då klättrade man återigen på topplistorna.
Freestyle återförenades för en konsert på Holmarnas folkpark i Skutskär den 30 juni 2013.

## Diskografi

### Album
Studioalbum
- Fantasi - 1981
- Modiga agenter - 1982

Samlingsalbum
- Freestyles bästa - 1986
- 10 - 1990 (samlingsalbum)
- Guldkorn - den kompletta samlingen - 1998 (samlingsalbum)
- Golden Hits - 1998 (dubbelt samlingsalbum med gruppens engelskspråkiga inspelningar plus två spanskspråkiga)

### Singlar
- Take Me Home/Girl - 1980
- Running Away/Easy to Fall - 1980
- Vill ha dej/I Want You - 1981
- Fantasi - 1981
- I Want You - 1981
- One More Ride/Fantasy - 1981
- Ögon som glittrar/Om och om igen - 1982
- Ögon som glittrar (remix) - 1982
- Modiga agenter/Vill du ha en del av min sommar  - 1982
- Mission Impossible/Hard To Handle  - 1982
- The Magic of Love / Mission Impossible (Nederländerna, 1983. A-sidan är en helt ny version & text av "Vill ha dej")
- Fingers in Motion  - 1983
- Musiken gör mig vild/Nattens dockor  - 1983
- Fantasi/10  - 1991
- C&N Medley' 98/DJ Promotion  - 1998
- Fantasi '98, med Fantasi (radioversion) samt/Fantasi (radioversion) - 1998
- Ögon som glittrar '98, med Ögon som glittrar (radioversion) samt Ögon som glittrar (utökad version) - 1998